# Sale (Australia)
Sale – miasto w Australii, w stanie Wiktoria, w regionie Gippsland, około 210 km na wschód od Melbourne. Około 15 tys. mieszkańców. Jeden z głównych ośrodków miejskich wschodniej części stanu Wiktoria (obok miast Bairnsdale i Traralgon), siedziba władz hrabstwa Wellington.
Sale położone jest przy drodze Princes Highway.
Siedziba biskupstwa Kościoła rzymskokatolickiego.

## Linki zewnętrzne

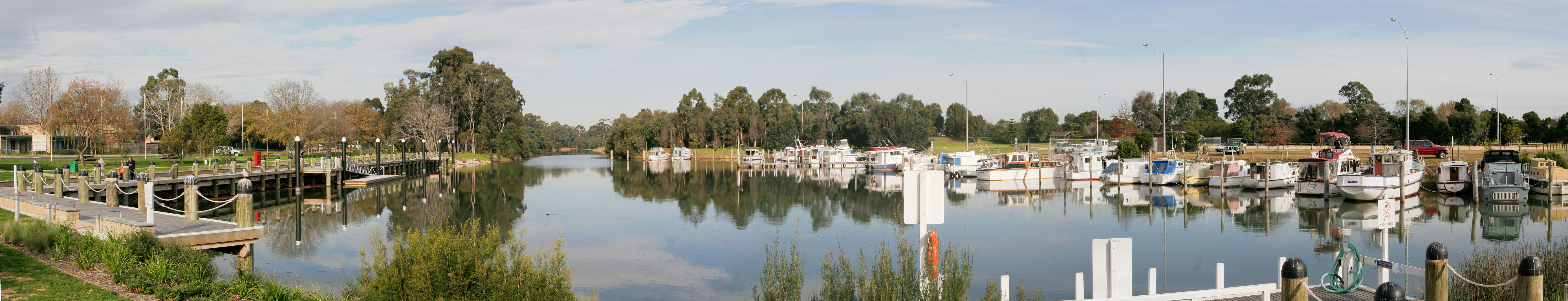
Port w Sale